# Bogusława Jaworska
Bogusława Janina Jaworska (ur. 28 marca 1955 w Zwoleniu) – polska polityk, samorządowiec.

## Życiorys
Absolwentka Akademii Rolniczej w Lublinie. Ukończyła również studia podyplomowe z zakresu ekonomii oraz Studium Prawa Europejskiego na kierunku Prawo Europejskie – Administracja Publiczna. Została działaczką Polskiego Stronnictwa Ludowego. Pełniła funkcję Sekretarza w Głównej Komisji Koleżeńskiej przy Naczelnym Komitecie Wykonawczym PSL przez okres dwóch kadencji. Jest członkiem Zarządu Wojewódzkiego PSL na Mazowszu od 2004 roku. Pełni funkcję Prezesa Zarządu Powiatowego w Zwoleniu  od 2007 roku. W latach 2006–2018 burmistrz Zwolenia przez okres trzech kolejnych kadencji (w 2006 i 2010 była ponadto wybierana do rady powiatu zwoleńskiego, rezygnując z mandatu; w 2018 nie ubiegała się o reelekcję na burmistrza). Od 2006 wiceprezes stowarzyszenia „Dziedzictwo i Rozwój” w Zwoleniu. Jest również inicjatorką i współzałożycielką Zwoleńskiego Uniwersytetu Trzeciego Wieku, który działa od 2007. Bogusława Jaworska została jedną z laureatek siódmej edycji Mazowieckich Kobiet Sukcesu.  Po zakończeniu sprawowania funkcji burmistrza Zwolenia objęła stanowisko zastępcy dyrektora Muzeum Jana Kochanowskiego w Czarnolesie. Od 2019 pełni funkcję przewodniczącej Towarzystwa Miłośników Miasta Zwolenia. Startowała w wyborach do Sejmu w 2005, 2007, 2011, 2015, 2019 i 2023, do sejmiku mazowieckiego w 2002, 2014 i 2018 oraz do rady powiatu zwoleńskiego w 2024.

## Odznaczenia
- 2012 – Złoty Krzyż Zasługi „za zasługi w działalności na rzecz osób potrzebujących pomocy i wsparcia”[4][5].
- 2005 – Srebrny Krzyż Zasługi za zasługi w pracy zawodowej, „za osiągnięcia w działalności społecznej”[6]